# Ramsler (Malerfamilie)
Die Malerfamilie Ramsler geht auf den niederländischen Steinhauer Gerhard Ramsler aus Deventer zurück. Sein gleichnamiger Sohn verließ wegen religiöser Verfolgung um 1560 seine niederländische Heimat und ließ sich in Straubing nieder. Das Schicksal der Familie lässt sich bis zur Mitte des 17. Jh. verfolgen. Die Familie bekam im 17. Jh. auch einen Theologenzweig, auf den heute alle im südwestdeutschen und Schweizer Raum lebenden Namensträger zurückgehen.

## Skizze
Gerhard Ramsler arbeitete recht bald auch als Maler, wechselte 1570 nach Augsburg. Sein Sohn Anton, der seine Malerlehre wohl bei dem Lauinger Maler Georg Brentel machte und dessen Tochter Sibilla heiratete, ließ sich in Tübingen nieder. Er war der Autor einer der beiden Gruppen der Professorenbildnisse, die 1580 den Anfang der Tübinger Professorengalerie bildete. Er arbeitete aber auch viel als Wappenmaler. Anton hatte drei Söhne, die Maler wurden. Der erfolgreichste war der älteste Sohn Jacob, der in Tübingen blieb. Außer den zwei Bildnissen für die Professorengalerie waren seine Arbeiten unbedeutend. Ähnlich wie sein Vater arbeitete Jacob Ramsler auch als Wappenmaler. Dessen älterer gleichnamiger Sohn, wurde Silberschmiedmeister, während der jüngere Friedrich (II.) in die Fußstapfen des Vaters trat. Auch Jacobs jüngere Brüder Friedrich und Johannes waren Maler. Auf der Grundlage der Urkunden lässt sich von beiden nur ein relativ kurzer Lebensabschnitt verfolgen. Von Johannes ist nur eine Zeichnung erhalten. Johannes hatte einen Sohn – Jacob (II.) –, der als Goldschmied tätig war. Dessen gleichnamiger Sohn führte das Handwerk seines Vaters als Goldarbeiter fort. Im Gegensatz zu den künstlerisch-handwerklich veranlagten Familienmitgliedern gründete ein jüngerer Sohn Antons – Gerhard Anton (1603–1640) – einen theologisch-beamtenmäßig geprägten Familienzweig.

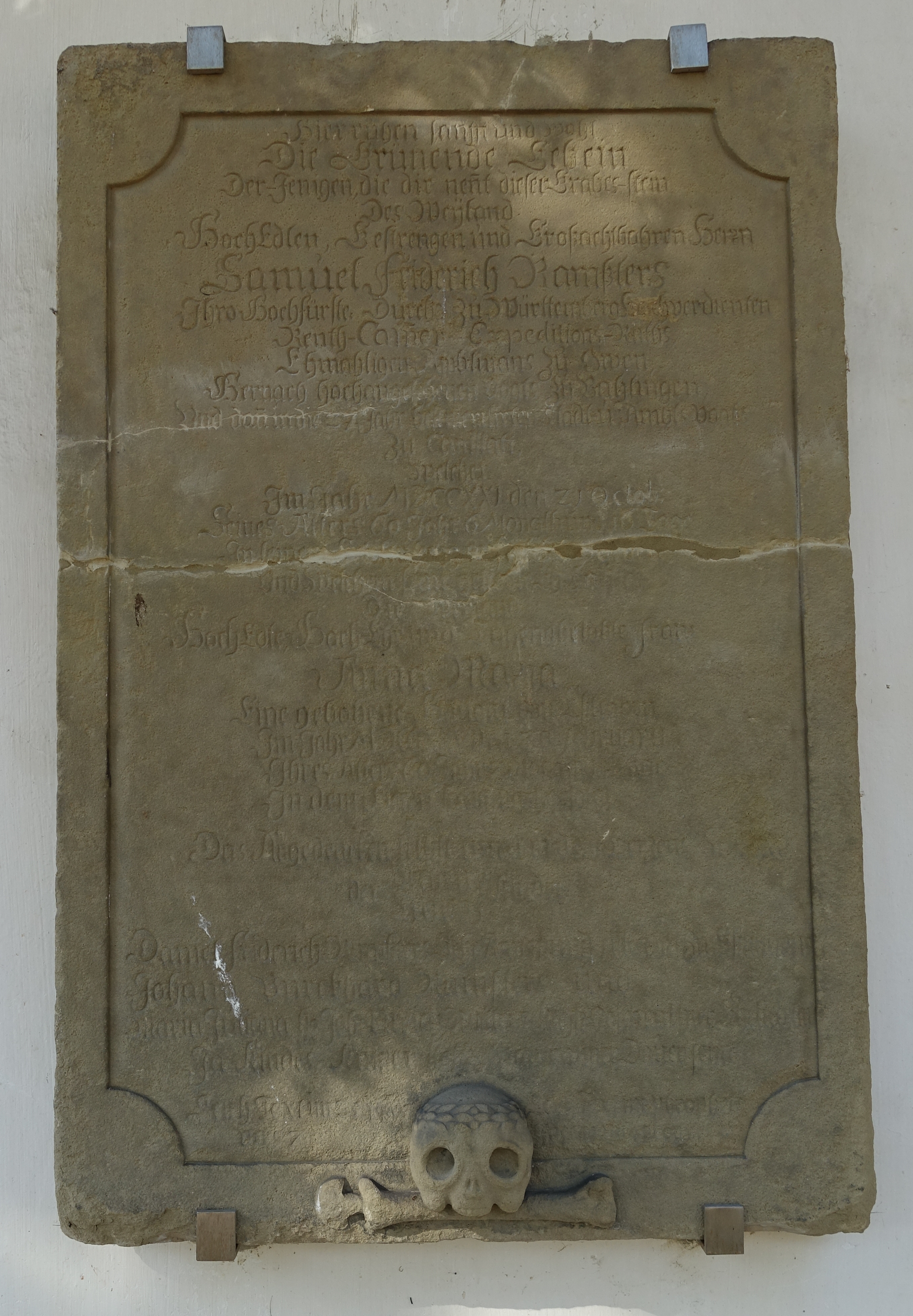
Das 1843 errichtete aber inzwischen stark verwitterte Epitaph für Samuel Friedrich Ramsler an der Uff-Kirche in Bad Cannstatt.

- Gerhard Ramsler († 1548), Steinhauer
  - Gerhard Ramsler (1530–1612), Steinhauer und Maler
    - Anton Ramsler (zwischen 1560 und 1566 – 1607), Maler in Tübingen
      - Jacob Ramsler (1587–1635), Maler in Tübingen
        - Jacob Ramsler (II.) (wohl 1612 – 1692 (oder 1693)), Silberschmied
        - Friedrich Ramsler (II.) (1616 – nach 1630), Maler

      - Friedrich Ramsler (vermutlich 1588 – frühestens 1621), Maler in Urach
        - Anton Ramsler (II.) (* um 1610; † kurz nach 1630), Maler in Reutlingen

      - Johannes Ramsler (vermutlich 1590 – 1624), Maler in Lauingen
        - Jacob Ramsler (III.) (* 1619), Goldschmied in Tübingen, Neusohl und Hornberg
          - Johannes Ramsler (II.), lebte in Neusohl
          - Jacob Ramsler (IV.), Goldarbeiter in Neusohl und Tübingen

      - Gerhard Anton Ramsler (1603–1640), Pfarrer in Höpfingen, Erlenbach und Beerfelden
        - Johann Gerhard Ramsler (1635–1703), Pfarrer und Special in Freudenstadt und Schorndorf
          - Samuel Friedrich Ramsler (1661–1721), Vogt in Cannstatt
            - Daniel Friedrich Ramsler (1689–1737), Kanzleidirektor in Esslingen
              - Johann Friedrich Ramsler (1724–1793), ritterschaftlicher Sekretär in Esslingen

          - Gottlieb Ramsler (1672–1715), Amtsschreiber in Merklingen
            - Johann Friedrich Ramsler (1700–1757), Gymnasiallehrer in Stuttgart, Prälat in Anhausen

Der 1682 in Tübingen erwähnte Münzmeister Ramsler (ohne Vornamen) muss der sonst als Goldschmied bezeichnete Jacob Ramsler (III.) (* 1619) sein, ein Sohn von Johannes Ramsler und damit ein Enkel von Anton Ramsler.